# Stazione di Fushimi
La stazione di Fushimi (伏見駅?, Fushimi-eki) è una stazione ferroviaria situata nel quartiere di Fushimi-ku della città di Kyoto, nella prefettura omonima, in Giappone, servente la linea Kintetsu Kyōto delle Ferrovie Kintetsu, che congiunge Kyoto con Nara. Dista 4,9 km dal capolinea di Kyoto Centrale.

## Linee
Ferrovie Kintetsu
● Linea Kintetsu Kyōto

## Aspetto
La stazione è costituita da 2 binari passanti su viadotto con due marciapiedi laterali, e il mezzanino si trova al piano terra, con tornelli di accesso e biglietteria.
| 1 | ■ Linea Kintetsu Kyōto | per Tambabashi, Shin-Tanabe, Yamato-Saidaiji, Nara, Tenri, Yamato-Yagi, Kashiharajingū-mae e Yoshino |
| 2 | ■ Linea Kintetsu Kyōto | per Tōji, Kyoto e Kokusai-Kaikan                                                                     |

## Stazioni adiacenti
| «                    | Servizio             | »                    |
| Linea Kintetsu Kyoto | Linea Kintetsu Kyoto | Linea Kintetsu Kyoto |
| -------------------- | -------------------- | -------------------- |
| Takeda               | Locale               | Kintetsu Tambabashi  |
| Transito             | Semiespresso         | Transito             |
| Transito             | Espresso             | Transito             |